# Kapaneus

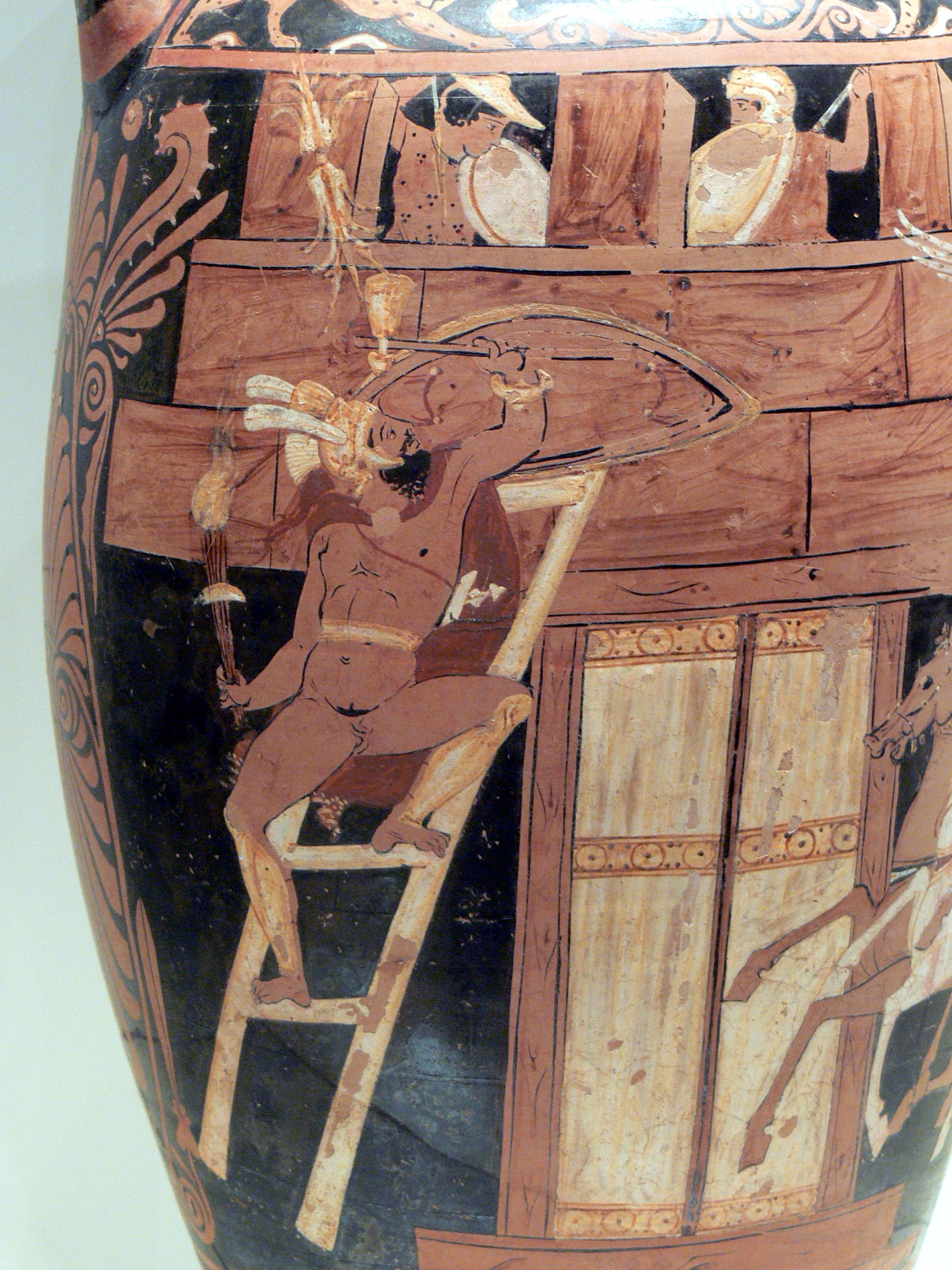
Scéna z Aischylovy tragédie Sedm proti Thébám:Kapaneus leze na městské hradby, aby srazil krále Kreóna, který shlíží dolů na bojiště; přibližně 340 př. n. l.

Kapaneus (starořecky Καπανεύς, latinsky Capaneus) je v řecké mytologii jeden z velitelů vojska ve válce zvané Sedm proti Thébám.
Kapaneus vynikal fyzickou silou, jeho neštěstím ale bylo, že se rád vyvyšoval a chlubil se, že ho ani nejvyšší bůh Zeus svou silou nezastíní při dobývání Théb. To Dia tak rozezlilo, že Kapanea srazil svým bleskem v okamžiku, kdy se chystal skočit z hradeb do města. Stal se tak prvním zabitým v této válce.
Po válce jeho tělo obřadně spálili na hranici, na kterou se za ním prý vrhla i jeho manželka Euadné. Spolu byli rodiči Sthenela, který spolu s dalšími Epigony (Potomky) po uplynutí deseti let dobyl Théby.